# 国道30号

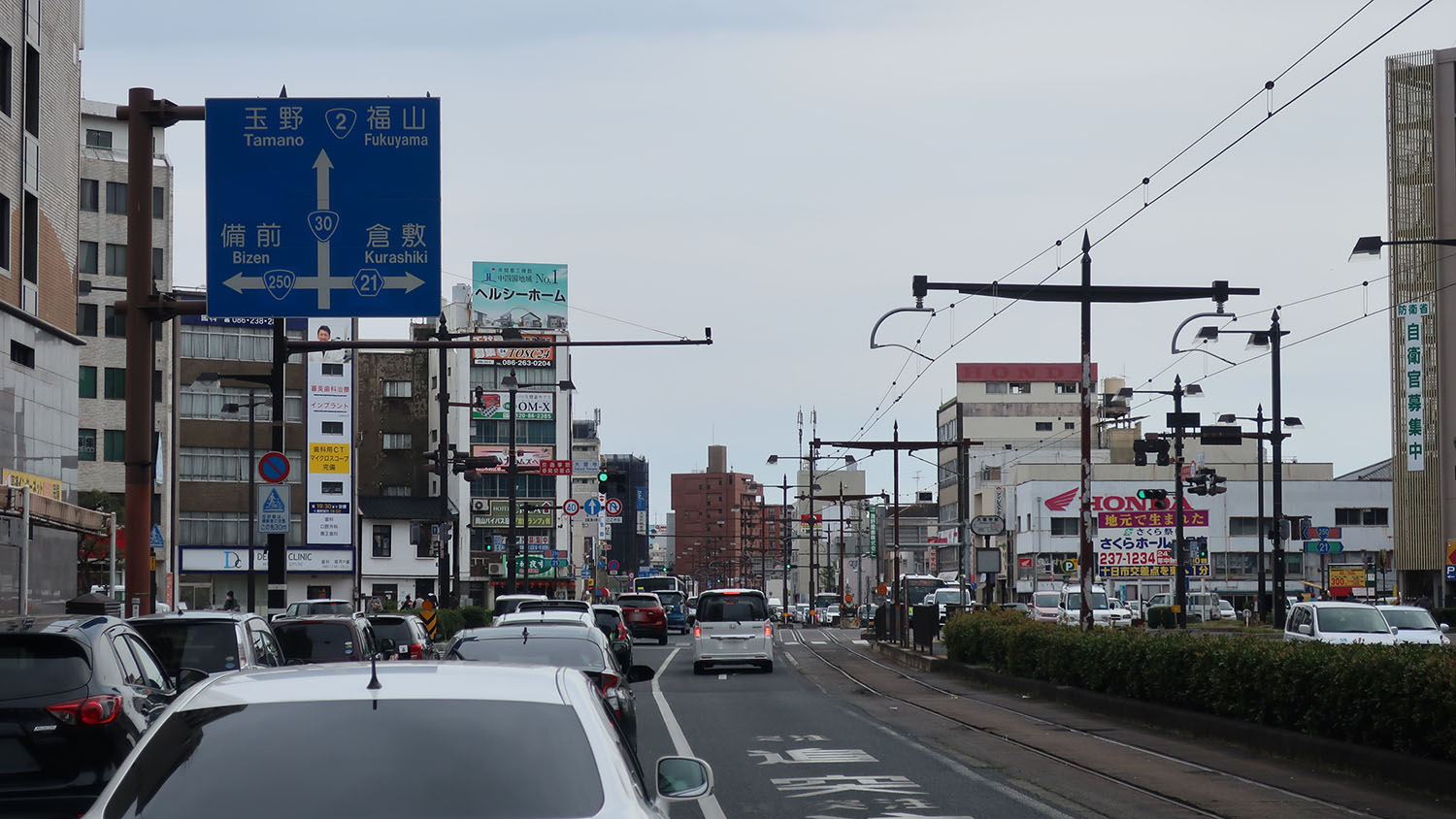
国道30号 起点
岡山県岡山市北区 大雲寺交差点

国道30号（こくどう30ごう）は、岡山県岡山市北区から香川県高松市に至る一般国道である。

## 概要

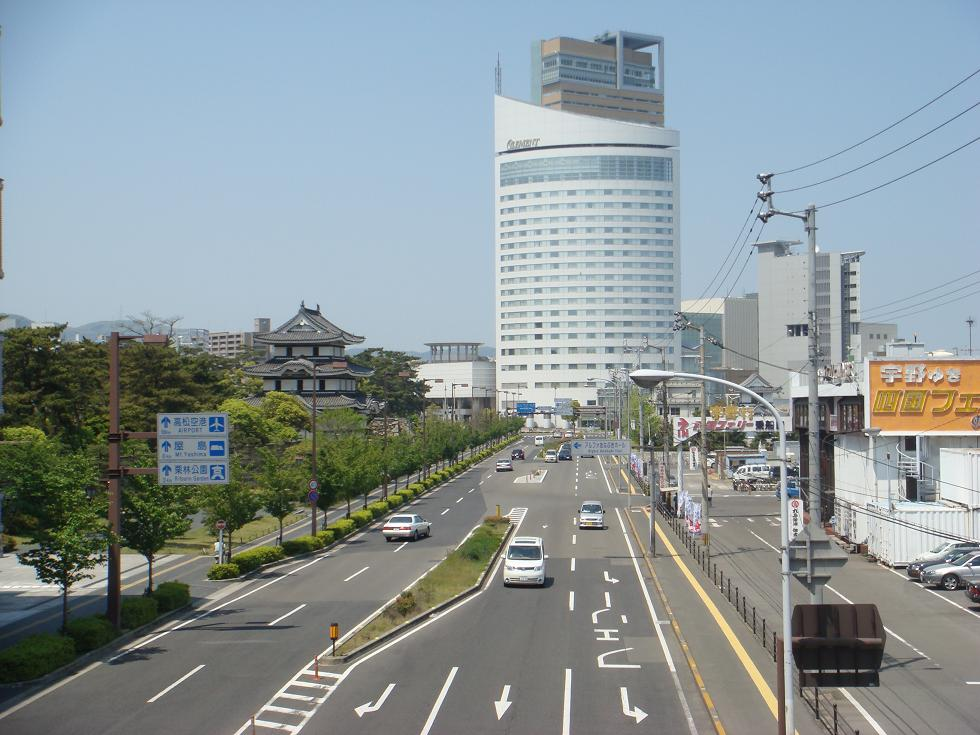
香川県高松市の水城通り
写真左は高松城跡（2010年5月）

瀬戸内海で隔てられた本州側の岡山県と四国側の香川県との間の海を渡る一般国道の路線で、岡山県玉野市と香川県高松市の間は航路（宇野港 - 高松港）で結ばれる。瀬戸中央自動車道は国道30号の自動車専用道路部にあたる高速道路（本州四国連絡道路）で、瀬戸大橋で瀬戸内海をまたぐ。
起点の大雲寺交差点から清輝橋までは、当線の中央に岡山電気軌道清輝橋線（路面電車）が通っている。十日市交差点はロータリー状になっており、それまで南進していた当線はここから岡山市南区の藤田地区まで南西方向へ進路を変える。
玉野市街地の手前に、ループ橋である西谷橋を下り玉野市街を東進して、本州側の終点である宇野港へ至る。
本州側の宇野港から四国側の高松港までの距離約18 kmの海上区間は「宇高航路」とも呼ばれ、宇高国道フェリーと四国フェリーにより運航されていたが、宇高国道フェリーが2012年（平成24年）10月17日に、四国フェリーが2019年（令和元年）12月16日にそれぞれ運休となり、1910年（明治43年）に「宇高連絡船」の運航が始まって以来、109年の歴史に幕を閉じた。
四国側の起点である高松港の宇高国道フェリー前交差点から、サンポート高松玉藻交差点までの0.4 kmの区間には水城通りという愛称がつけられている。この水城というのは、瀬戸内海に面した高松城のことで、当線はその高松城の真横を通過している。サンポート高松玉藻交差点から、終点の中新町交差点までは中央通りと呼ばれる。

### 路線データ
一般国道の路線を指定する政令 に基づく起終点および重要な経過地は次のとおり
- 起点：岡山市（北区、大雲寺交差点 = 国道53号・国道180号・岡山県道21号岡山児島線・岡山県道162号岡山倉敷線起点、国道250号終点）
- 終点：高松市（中新町交差点 = 国道11号交点、国道32号・国道193号・国道492号・香川県道33号高松善通寺線起点、国道436号・香川県道43号中徳三谷高松線旧道・香川県道155号牟礼中新線終点）
- 重要な経過地：岡山県都窪郡早島町、倉敷市、玉野市、坂出市
- 総延長 : 97.4 km（岡山県 33.7 km、岡山市 22.1 km、香川県 41.6 km）重用延長、瀬戸中央自動車道を含む。[5][注釈 4]
- 重用延長 : 34.2 km（岡山県 2.0 km、岡山市 8.0 km、香川県 24.3 km）[5][注釈 4]
- 実延長 : 63.2 km（岡山県 31.7 km、岡山市 14.1 km、香川県 17.3 km）[5][注釈 4]
  - 現道 : 63.2 km（岡山県 31.7 km、岡山市 14.1 km、香川県 17.3 km）[5][注釈 4]
  - 旧道 : なし[5][注釈 4]
  - 新道 : なし[5][注釈 4]
- 指定区間：岡山市北区表町3丁目19番101 - 高松市中新町11番1（全線）[6]
  - ※玉野市築港1丁目7352番11 - 高松市北浜町6番2（宇高航路）を除く

## 歴史
岡山・香川間の往来は、最短距離であり、かつ金刀比羅宮にも近い下津井 - 丸亀間の航路（金毘羅往来）が利用されていた。本道路はこれを前身とした上で、後の交通整備により路線の変更が行われて成り立った路線である。
起点から青江交差点まではかつて国道2号であり、当線と重複していた。通常複数の道路の指定が重複している場合、地図上などでは番号の小さい路線が表示されるため、この区間は事実上2号線として扱われていた。

### 年表
- 1885年（明治18年） - 内務省告示第6号「國道表」では、国道31号「東京ヨリ愛媛縣ニ達スル路線」、国道32号「東京ヨリ高知縣ニ達スル路線」が下津井 - 丸亀間航路を経由する路線として指定された。
- 1889年（明治22年） - 下津井 - 丸亀航路を経由する国道50号「東京ヨリ香川縣ニ達スル路線」が追加指定された。淡路島を経由する徳島へ向かう路線の他は、本州・四国を結ぶ国道は下津井 - 丸亀間航路に集約されていた。
- 1920年（大正9年） - 同年施行の旧道路法に基づく路線認定では、これらの道路はすべて宇高航路（宇野 - 高松間）経由に変更され、旧50号が国道22号「東京市ヨリ徳島縣廰所在地ニ達スル路線（乙）」に、旧32号が国道23号「東京市より高知縣廰所在地ニ達スル路線」に、旧31号が国道24号「東京市ヨリ愛媛縣廰所在地ニ達スル路線」となる。
- 1952年（昭和27年）12月4日 - 新道路法に基づく路線指定では、上記3路線のうち重複していた岡山県岡山市 - 香川県高松市間が「一級国道30号」として指定される。
- 1965年（昭和40年）4月1日 - 道路法改正によって一級・二級の別がなくなり「一般国道30号」となる。
- 1973年（昭和48年） - 岡山県内区間における経路変更を実施[7]。JR西日本宇野線と並行するかたちの経路（岡山 - 妹尾 - 彦崎 - 宇野）[7]が児島湾干拓地を抜ける現行の経路に変わる。
- 1988年（昭和63年）4月10日 - かつて国道であった下津井 - 丸亀間航路の上に瀬戸大橋が開通し、瀬戸中央自動車道が供用開始。

## 路線状況

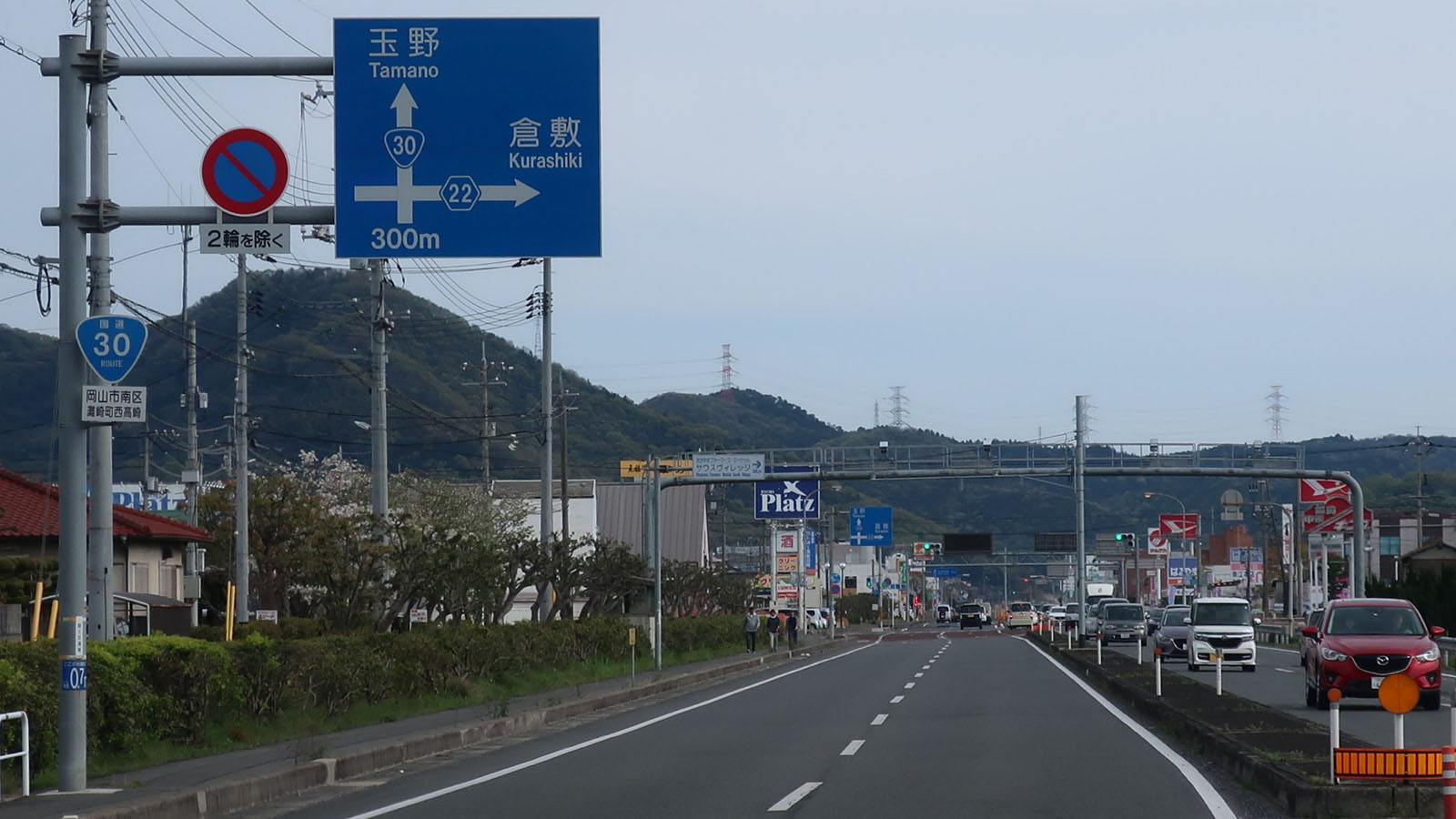
岡山県岡山市南区西高崎
（2019年4月）

国道2号岡山バイパスが交差する青江交差点はラッシュ時を中心に一部激しい渋滞が発生する。青江交差点のすぐ北側には岡山市道いずみ町青江線が合流する青江南交差点 が存在するなど、短い距離に2つの交差点が存在する構造も、付近の交通の錯綜に拍車をかけている。
青江交差点のすぐ南側は陸橋になっているが、これは1984年（昭和59年）に廃止された岡山臨港鉄道の跨線橋の名残である。臨港鉄道が現役の当時は踏切を回避するための跨線橋として有用であったが、廃止後の鉄道跡地はこの付近では道路に転用されているため、現在は道路を立体交差する跨道橋へと実態を変えている。
跨道橋の南側にある泉田交差点から玉野市の田井交差点に至る15.0 km は、「児島・玉野拡幅」という現道拡幅事業による改良区間である。事業名にある「児島」は、このあたり一帯がかつて児島郡だったことや、児島湾干拓地を抜けることに由来する。藤田地区からは進路を南東に変え、玉野市に入った田井交差点で4車線区間は終了する。
瀬戸内海を渡る海上区間（宇高航路）は、これまで運航してきた四国フェリーが、2019年（令和元年）12月16日に運航休止となったため、当海上区間の定期運航は、事実上の廃止となったが、1988年（昭和63年）に開通した瀬戸中央自動車道（瀬戸大橋）により解消されている。
高松市の中央通りは、沿線に高層ビルが林立する、幅員は36 m、6車線の道路で、当線の中で最も規模の大きい区間である。その途中の番町交差点から終点の中新町交差点までは国道11号と重複している。

### 重複区間
現道

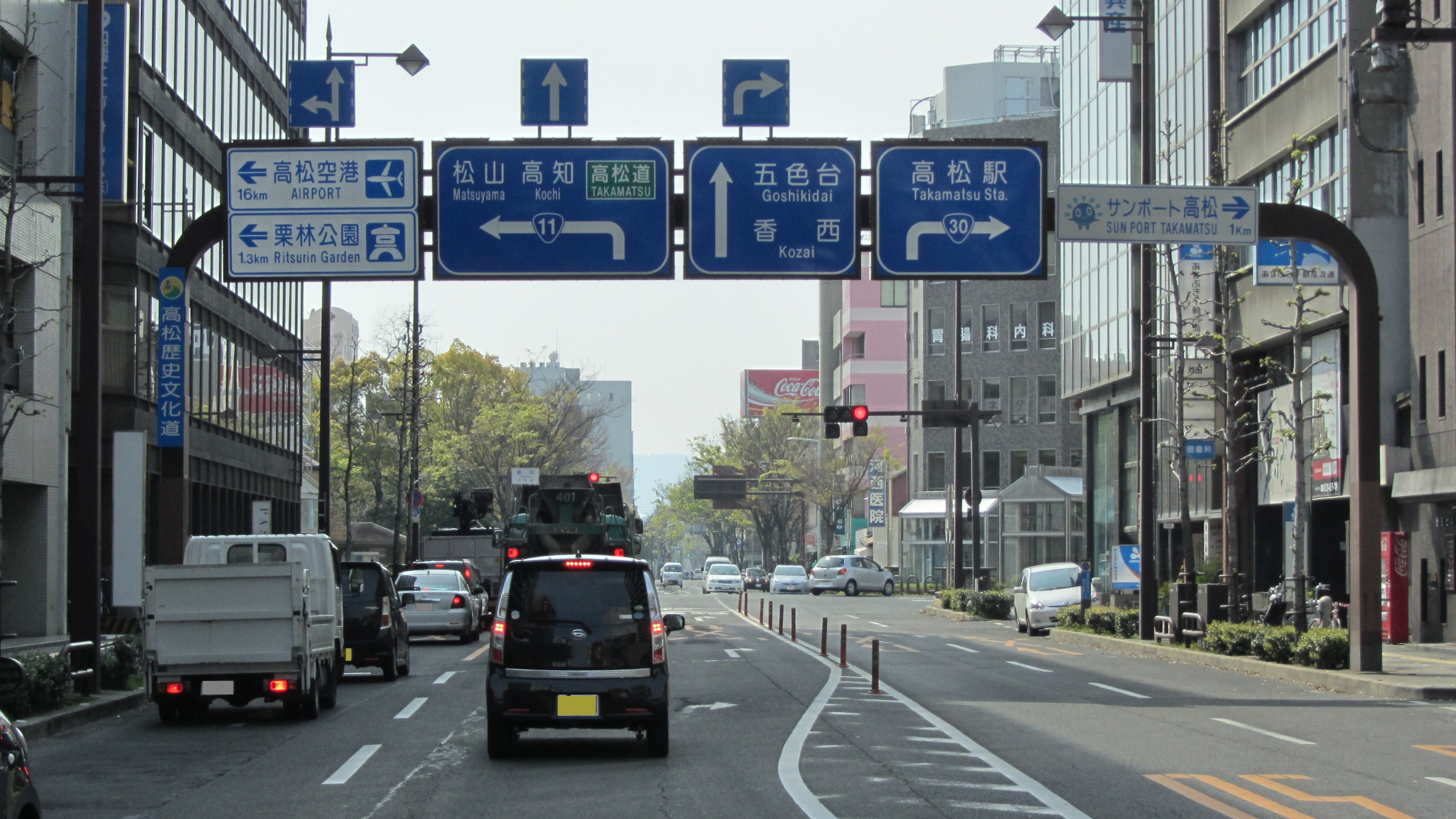
終点までの重複区間
国道11号との分岐
香川県高松市　番町交差点

- 国道430号（岡山県玉野市宇野7丁目・ループ橋南交差点 - 玉野市築港1丁目・宇野駅前交差点）
- 国道436号（香川県高松市北浜町・宇高国道フェリー乗り場前 - 高松市中新町・中新町交差点（終点））
- 国道11号（香川県高松市番町・番町交差点 - 高松市中新町・中新町交差点（終点））

瀬戸中央自動車道経由
- 国道2号（岡山県岡山市北区青江6丁目・青江交差点 - 都窪郡早島町・早島IC）
- 国道11号（香川県坂出市・坂出IC - 高松市中新町・中新町交差点（終点））

### 別名
- 水城通り（宇高国道フェリー乗り場前 - サンポート高松玉藻交差点）
- 中央通りの一部（サンポート高松玉藻交差点 - 中新町交差点）

### 道路施設

#### 橋梁
一般道区間の瀬戸内海上には橋は架けられていないが、バイパスである自動車専用道路区間（瀬戸中央自動車道）には、鉄道と併用する瀬戸大橋が架かる。この瀬戸大橋は、南備讃瀬戸大橋や北備讃瀬戸大橋など連続する6本から全長12.3 kmの橋で、ギネスブックに世界最長の鉄道道路併用橋として認定されている。

#### 道の駅
- 岡山県
  - みやま公園（玉野市）

## 地理

### 通過する自治体

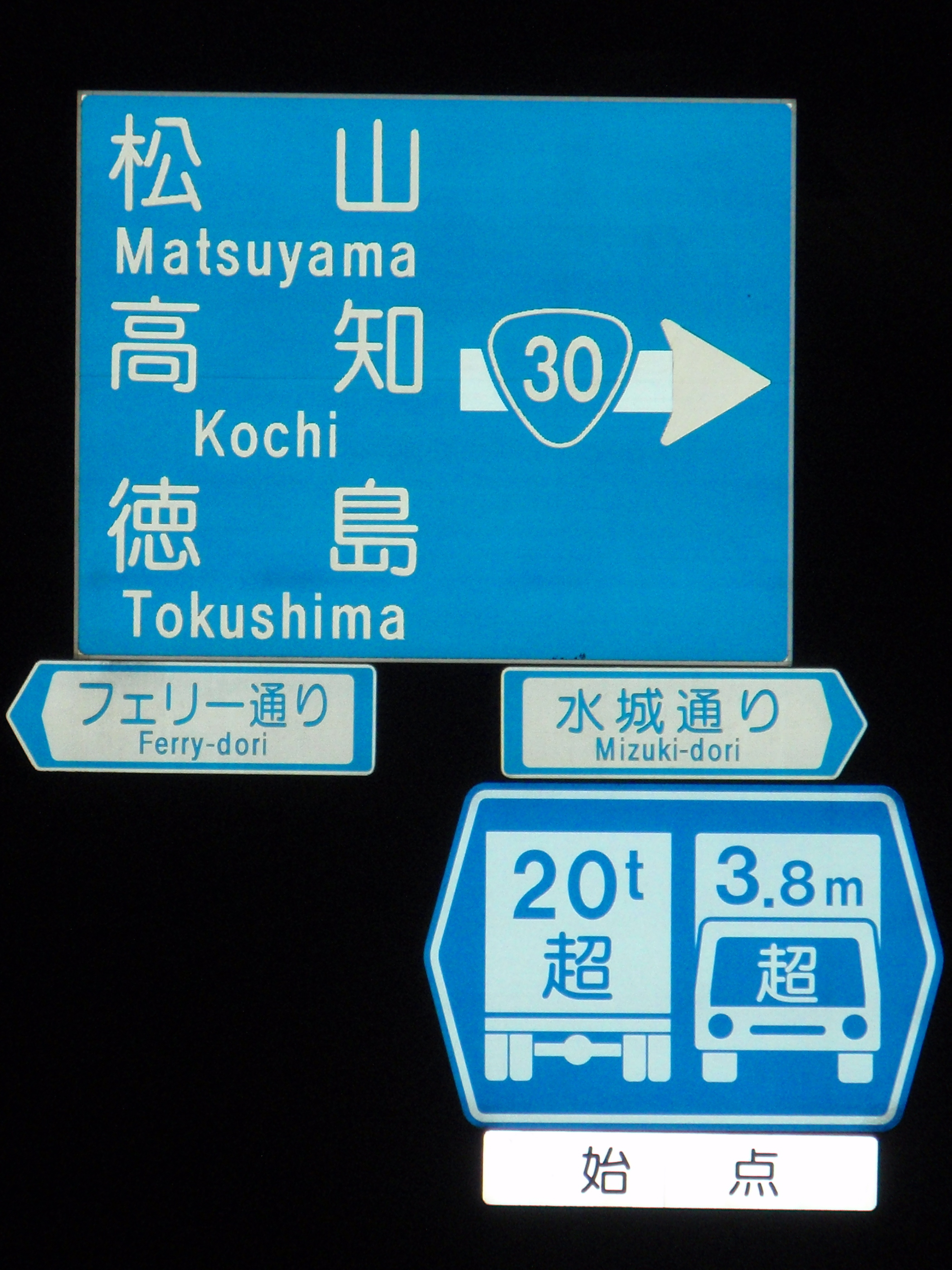
四国側起点の宇高国道フェリー前にある案内看板
当地を除く四国の県庁所在地がすべて記載されている

※瀬戸中央自動車道の区間を除く。
- 岡山県
  - 岡山市（北区 - 南区）- 玉野市
- 香川県
  - 高松市

### 交差する道路
並行する瀬戸中央自動車道のインターチェンジなどは「瀬戸中央自動車道」を参照のこと。
| 交差する道路 | 都道府県名 | 市町村名 | 市町村名 | 交差する場所    | 交差する場所          |
| --- | ---------- | -------- | -------- | --------------- | --------------------- |
| 国道53号 国道180号 国道250号 岡山県道21号岡山児島線                                                                                             | 岡山県     | 岡山市   | 北区     | 東中央町        | 大雲寺交差点 / 起点   |
| 岡山県道40号岡山港線 | 岡山県     | 岡山市   | 北区     | 神田町2丁目     | 十日市交差点          |
| 岡山市道401167019号十日市西町19号線 / 都市計画道路下中野平井線 岡山市道401208036号富田36号線 / 都市計画道路下中野平井線                         | 岡山県     | 岡山市   | 北区     | 十日市西町 富田 | 富田交差点            |
| 岡山市道101000106号いずみ町青江線 | 岡山県     | 岡山市   | 北区     | 青江1丁目       | 青江南交差点          |
| 国道2号 / 岡山バイパス | 岡山県     | 岡山市   | 南区     | 青江6丁目       | 青江交差点            |
| 岡山市道301000186号泉田福成線 | 岡山県     | 岡山市   | 南区     | 泉田1丁目       |                       |
| 岡山県道214号洲崎米倉線 | 岡山県     | 岡山市   | 南区     | 泉田            | 泉田交差点            |
| 国道180号 / 岡山環状南道路未供用 岡山市道312000030号藤田浦安南町線 / 岡山環状道路                                                               | 岡山県     | 岡山市   | 南区     | 藤田            | 錦南交差点            |
| 岡山県道267号藤田妹尾線 | 岡山県     | 岡山市   | 南区     | 藤田            | 興陽高校前交差点      |
| 岡山県道74号倉敷飽浦線 重複区間起点 | 岡山県     | 岡山市   | 南区     | 藤田            | 都六区北交差点        |
| 岡山県道22号倉敷玉野線 重複区間起点 | 岡山県     | 岡山市   | 南区     | 西高崎          | 七区入口交差点        |
| 岡山県道427号槌ヶ原日比線 | 岡山県     | 玉野市   | 玉野市   | 槌ヶ原（）      | 秀天橋（）交差点      |
| 岡山県道405号山田槌ヶ原線 | 岡山県     | 玉野市   | 玉野市   | 槌ヶ原          | 横田口交差点          |
| 岡山県道22号倉敷玉野線 重複区間終点 岡山県道74号倉敷飽浦線 重複区間終点                                                                         | 岡山県     | 玉野市   | 玉野市   | 田井2丁目       | 田井交差点            |
| 国道430号 重複区間起点 | 岡山県     | 玉野市   | 玉野市   | 宇野7丁目       | ループ橋南交差点      |
| 岡山県道22号倉敷玉野線 | 岡山県     | 玉野市   | 玉野市   | 築港1丁目       | 宇野港口交差点        |
| 国道430号 重複区間終点 | 岡山県     | 玉野市   | 玉野市   | 築港1丁目       | 宇野駅前交差点 宇野港 |
| 海上区間 |            |          |          |                 |                       |
| 国道436号 重複区間起点 | 香川県     | 高松市   | 高松市   | 北浜町          | 高松港                |
| 香川県道173号高松停車場栗林公園線 | 香川県     | 高松市   | 高松市   | 寿町1丁目       | JR高松駅前交差点      |
| 香川県道159号高松港線 | 香川県     | 高松市   | 高松市   | 寿町2丁目       |                       |
| 国道11号 国道32号 国道193号 国道436号 重複区間終点 国道492号 香川県道33号高松善通寺線 香川県道43号中徳三谷高松線 / 旧道 香川県道155号牟礼中新線 | 香川県     | 高松市   | 高松市   | 中新町          | 中新町交差点 / 終点   |

### 主な峠
- 賽峠（標高70 m）：岡山県玉野市

## ギャラリー

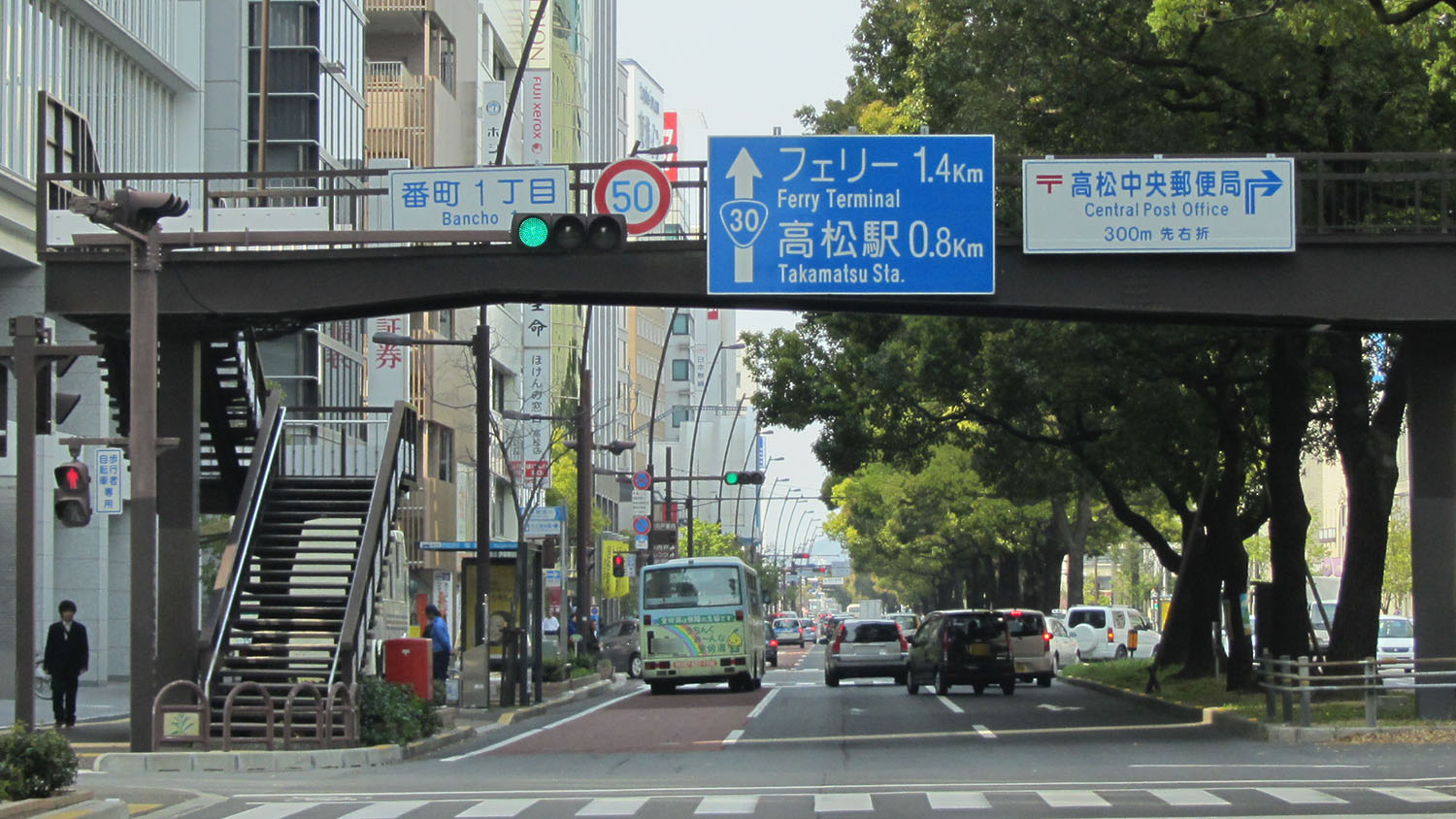
香川県高松市番町１丁目
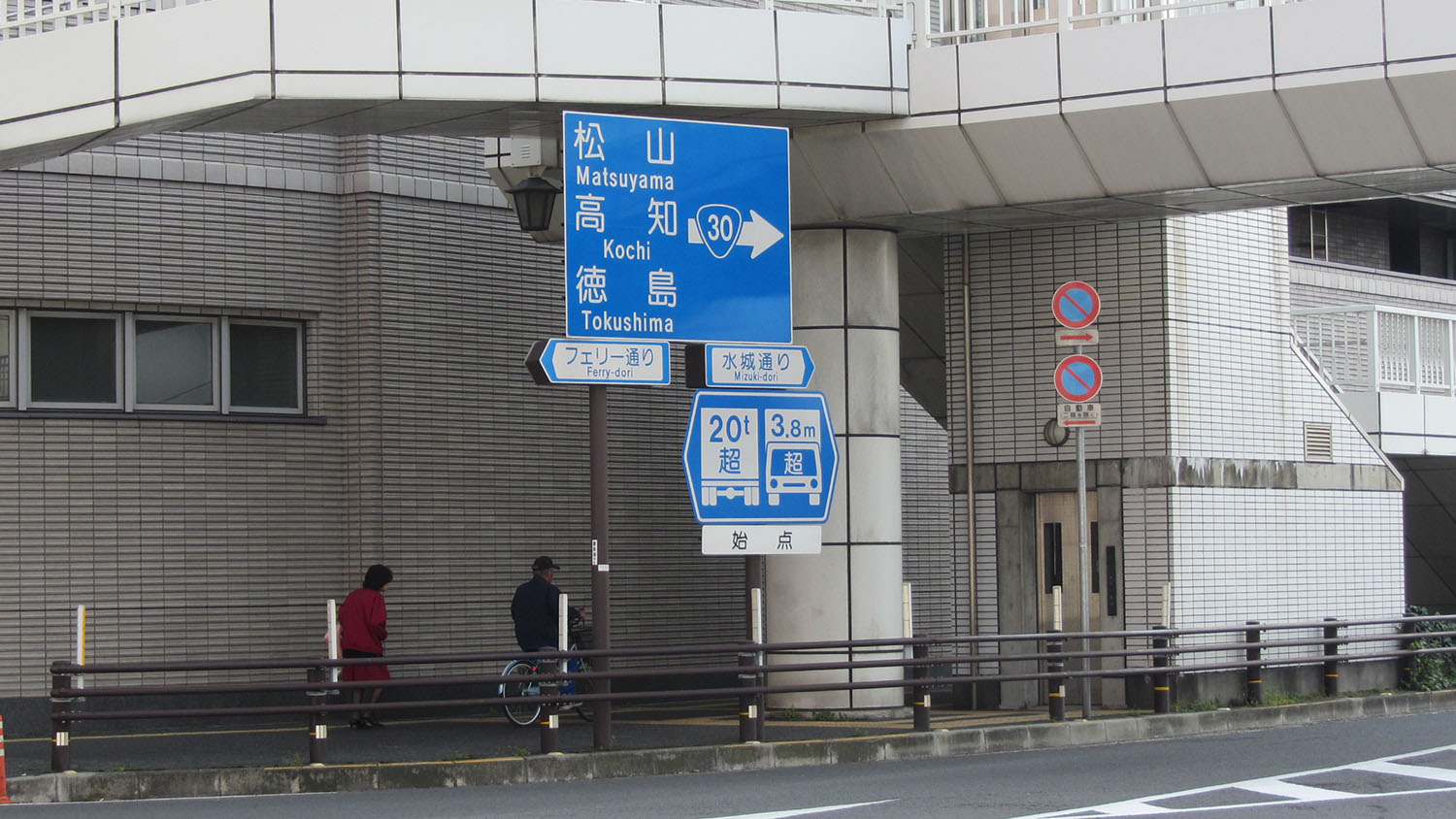
四国フェリー 宇高国道フェリー 高松港乗り場付近 香川県高松市高松港
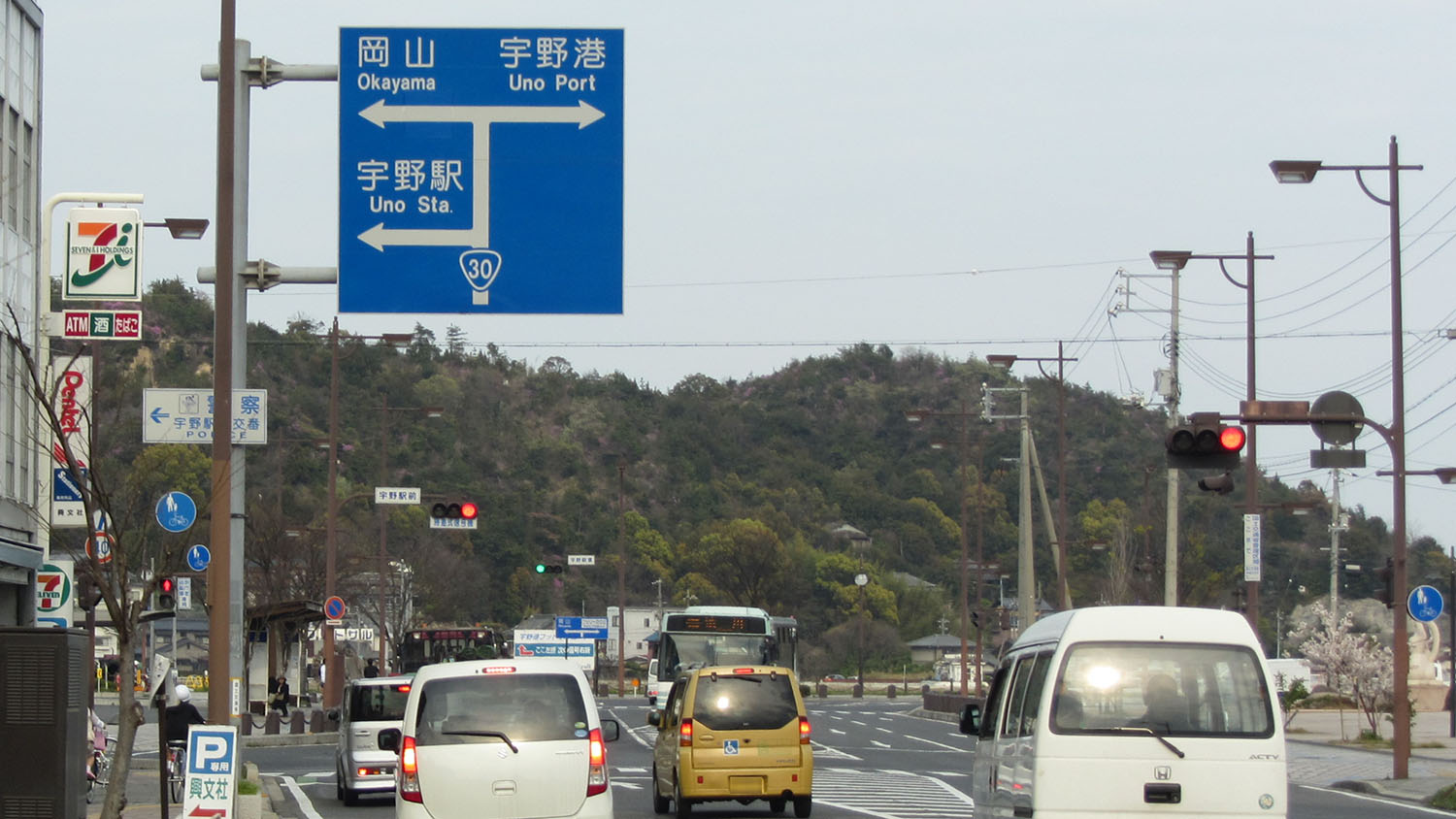
JR宇野駅付近 岡山県玉野市築港
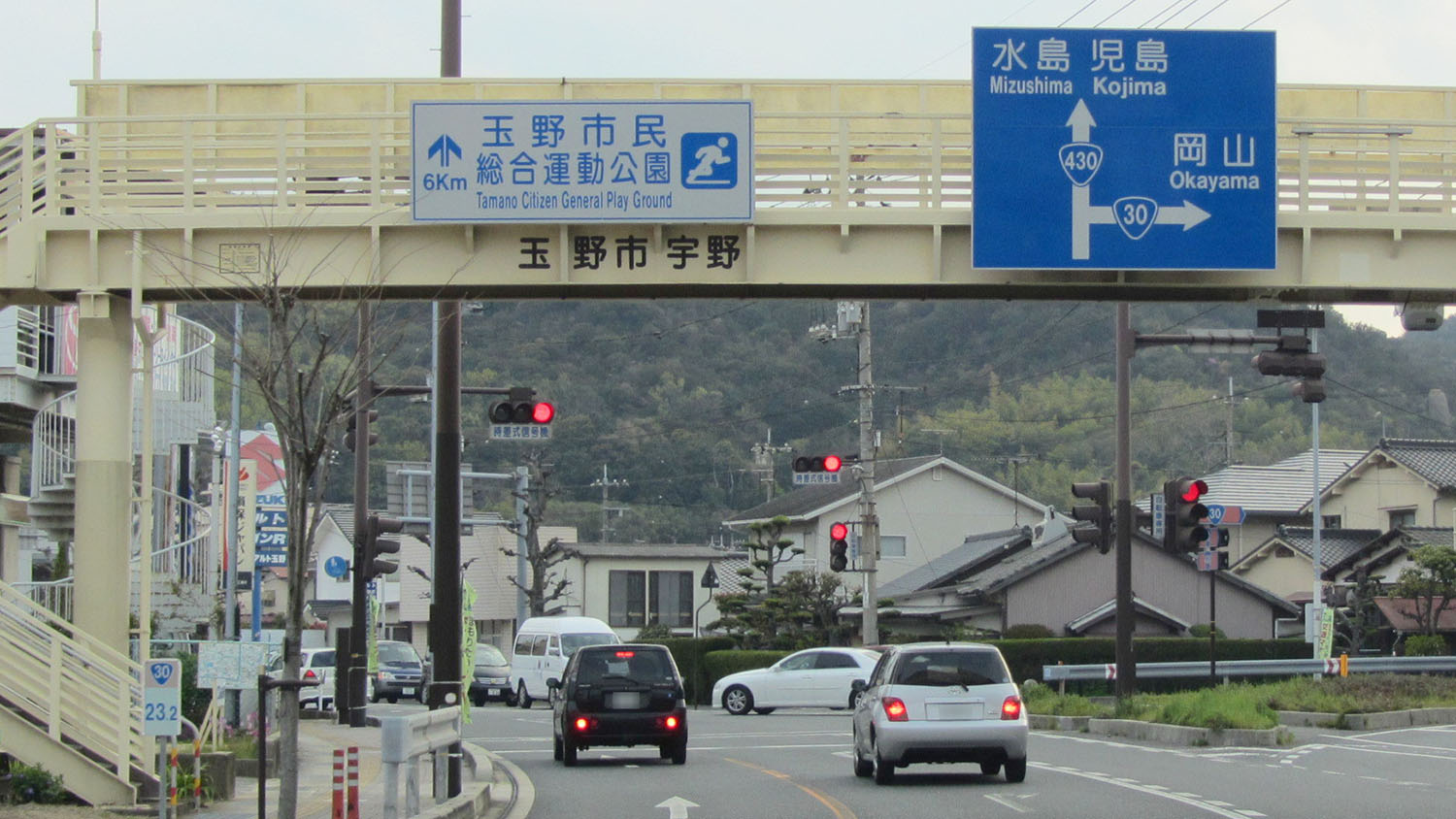
国道430号との分岐 岡山県玉野市宇野
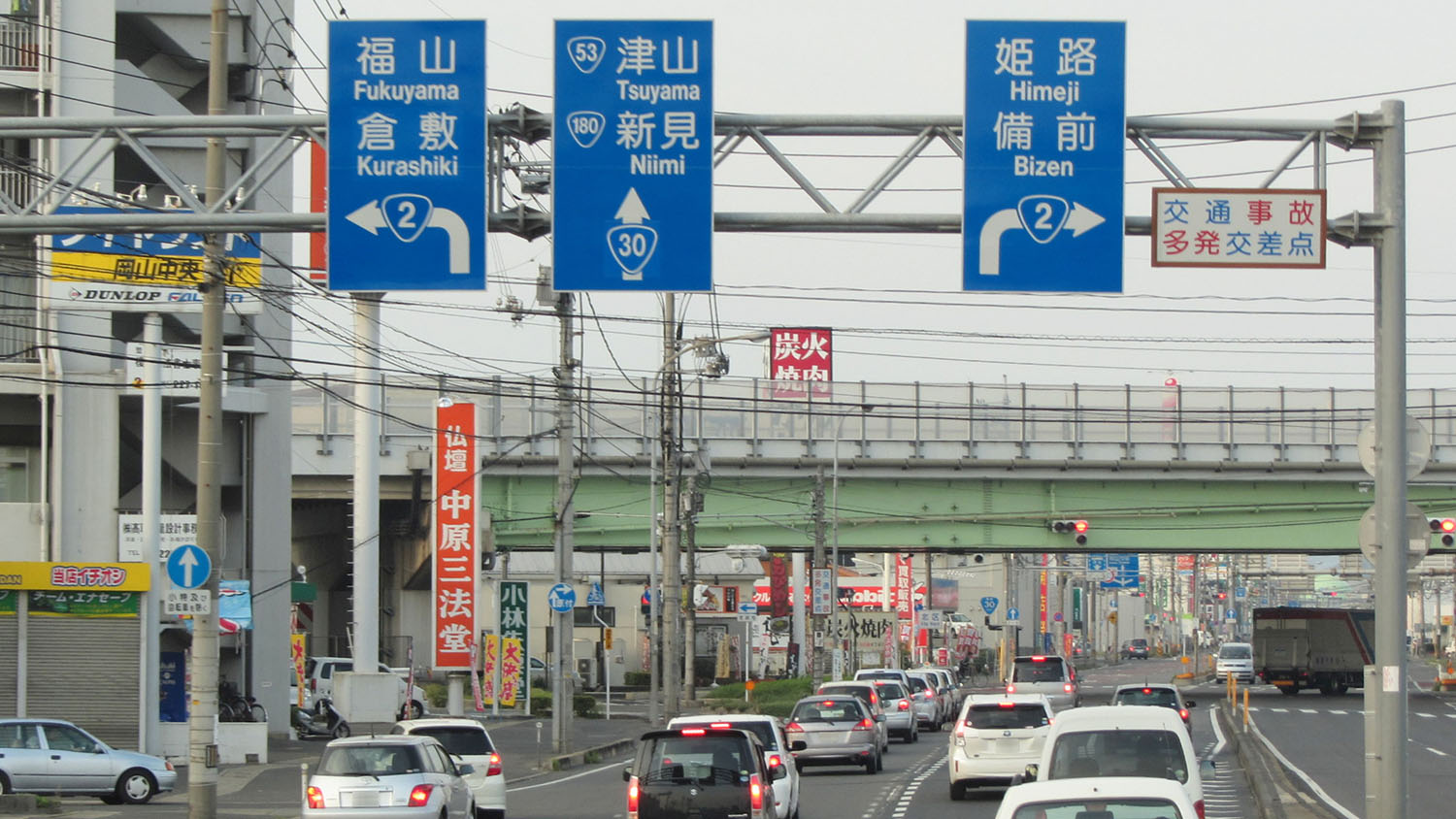
国道2号との交差 岡山県岡山市南区